# Висмутид тринатрия
Висмутид тринатрия — бинарное неорганическое соединение
натрия и висмута с формулой Na3Bi,
сине-фиолетовые кристаллы,
реагирует с водой.

## Получение
- Сплавление стехиометрических количеств чистых веществ[4]:

{\displaystyle {\mathsf {3Na+Bi\ {\xrightarrow {775^{o}C}}\ Na_{3}Bi}}}

## Физические свойства
Висмутид тринатрия образует сине-фиолетовые кристаллы
гексагональной сингонии,
пространственная группа P 6/mmc или P 63/mmc,
параметры ячейки a = 0,5448 нм, c = 0,9655 нм, Z = 2,
структура типа арсенида натрия Na3As
.
Соединение конгруэнтно плавиться при 848°С .